# 北有馬站
北有馬站（日语：／ Kitaarima eki */?）是位於長崎縣南島原市北有馬町谷川2962番2號，島原鐵道島原鐵道線的已停用車站。

## 歷史
- 1926年（大正15年）7月2日 - 口之津鐵道車站啟用[1]。
- 1943年（昭和18年）7月1日 - 公司合併，成為島原鐵道車站。
- 1966年（昭和41年）2月1日 - 成為業務委託車站。
- 1984年（昭和59年）10月1日 - 結束貨物業務。
- 1986年（昭和61年）6月 - 新車站大樓竣工[2]。
- 2008年（平成20年）4月1日 - 隨著島原外港站至加津佐站之間廢止，此站也永久停用。

## 構造

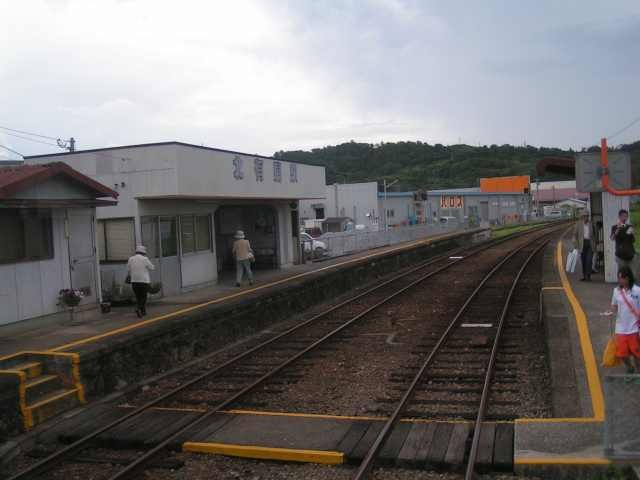
站內。前方為加津佐一方，後方為諫早一方（2006年8月27日）

此站是地面車站，設有2面2線的相對式月台。此站是業務委託車站。此站設有車站大樓。

## 周邊
車站較多住宅。站前設有農田，也有超級市場。
- 南島原市 北有馬綜合分所（舊・北有馬町公所）
- 有馬川（日语：有馬川）
- 國道251號（日语：国道251号）
- 日野江城蹟

## 使用狀況
在此站最後的一個營業年度（2007年度），一年總乘車人次為41,384人，下車人次為35,269人。
以下為一年總乘車人次和下車人次變化。
| 年度               | 一年總 乘車人次 | 一年總 下車人次 |
| ------------------ | --------------- | --------------- |
| 1997年（平成09年） | 44,917          | 44,012          |
| 1998年（平成10年） | 50,125          | 48,689          |
| 1999年（平成11年） | 44,504          | 42,907          |
| 2000年（平成12年） | 44,865          | 40,797          |
| 2001年（平成13年） | 42,344          | 38,672          |
| 2002年（平成14年） | 44,280          | 40,878          |
| 2003年（平成15年） | 39,545          | 35,624          |
| 2004年（平成16年） | 38,094          | 34,227          |
| 2005年（平成17年） | 39,656          | 36,918          |
| 2006年（平成18年） | 38,284          | 35,294          |
| 2007年（平成19年） | 41,384          | 35,269          |

## 相鄰車站
島原鐵道
島原鐵道線
龍石－北有馬－常光寺前

## 注腳
1. ↑  「地方鉄道運輸開始」『官報』1926年7月8日（國立國會圖書館數碼化收藏）
2. ↑  《島原鐵道100年史》島原鐵道，2008年，141頁中提出為1987年（昭和62年）6月
3. ↑  第56版（平成21年）長崎統計年鑑 （页面存档备份，存于）（日語） - 長崎縣
4. ↑  長崎縣統計年鑑  （页面存档备份，存于）（日語）